# 宣府巡抚
宣府巡撫，全稱巡撫宣府地方贊理軍務。明朝正統元年始設，除宣府外，或兼理大同，不專一鎮，至成化十四年始定設，後加贊理軍務。
下轄口北分巡道、口北分守道、懷隆兵備道等三道；以及北直隸的延慶州、保安州，山西布政司的蔚州、廣昌縣，萬全都司的萬全右衛等十四衛，興和所等七所；昆都力哈諸部貢市。

## 歷任巡撫
| 序次 | 姓名   | 籍贯/军籍    | 任职时间                         | 卸职时间                         | 卸職原因/备注        |
| 1    | 李儀   | 順天府涿州   | 正統元年四月戊午（1436年）       | 正統二年二月戊辰（1437年）       | 下獄                 |
| 2    | 盧睿   | 浙江東陽縣   | 正統二年三月辛卯（1437年）       | 正統五年四月庚辰（1440年）       | 下獄                 |
| 3    | 羅亨信 | 廣東東莞縣   | 正統五年（1440年）               | 景泰元年正月辛丑（1450年）       | 致仕                 |
| 4    | 任寧   | 陝西臨潼縣   | 景泰元年閏正月戊申（1450年）     | 景泰二年三月甲子（1451年）       | 召回京               |
| 5    | 劉璉   | 南直隶崑山縣 | 景泰二年六月己丑（1451年）       | 景泰二年十二月庚午（1452年）     | 召還京               |
| 6    | 李秉   | 山東曹縣     | 景泰二年十二月庚午（1452年）     | 天順元年二月庚子（1457年）       | 調南京               |
| 7    | 王宇   | 河南祥符縣   | 天順二年五月壬寅（1458年）       | 天順四年十一月庚寅（1460年）     | 憂免                 |
| 8    | 韓雍   | 南直隶長洲縣 | 天順四年十一月庚寅（1460年）     | 天順六年十二月戊寅（1462年）     | 專巡撫大同           |
| 9    | 李匡   | 浙江長興縣   | 天順六年十二月戊寅（1462年）     | 天順八年三月壬申（1464年）       | 召還京               |
| 10   | 李秉   | 山東曹縣     | 天順八年三月壬申（1464年）       | 天順八年八月癸未（1464年）       |                      |
| 11   | 葉盛   | 南直隶崑山縣 | 天順八年八月乙未（1464年）       | 成化三年九月戊辰（1467年）       | 召為禮部左侍郎       |
| 12   | 王越   | 河南濬縣     | 成化三年九月壬申（1467年）       | 成化四年四月丁巳（1468年）       | 專巡撫大同           |
| 13   | 鄭寧   | 河南祥符縣   | 成化四年四月丁巳（1468年）       | 成化七年十月戊寅（1471年）       | 憂免                 |
| 14   | 林聰   | 福建寧德縣   | 成化七年十月戊寅（1471年）       | 成化八年五月庚戌（1472年）       | 致仕                 |
| 15   | 鄭寧   | 河南祥符縣   | 成化八年五月壬子（1472年）       | 成化九年七月辛卯（1473年）       | 改大同巡撫           |
| 16   | 殷謙   | 順天府涿州   | 成化九年七月辛卯（1473年）       | 成化十四年五月癸酉（1478年）     | 升戶部右侍郎         |
| 17   | 張頤   | 山西太原左衛 | 成化十四年五月丙子（1478年）     | 成化十六年七月丁未（1480年）     | 升工部右侍郎         |
| 18   | 郭鏜   | 山東恩縣     | 成化十六年八月甲寅（1480年）     | 成化十七年三月己亥（1481年）     | 改大同巡撫           |
| 19   | 秦紘   | 山東單縣     | 成化十七年三月己亥（1481年）     | 成化二十年十月乙亥（1484年）     | 升戶部右侍郎         |
| 20   | 李岳   | 北直隶長垣縣 | 成化二十年十月乙亥（1484年）     | 成化二十三年正月（1487年）       | 致仕                 |
| 21   | 張錦   | 陝西岷州衛   | 成化二十三年正月戊辰（1487年）   | 弘治元年（1488年）               | 憂免                 |
| 22   | 李介   | 山東高密縣   | 弘治元年六月己丑（1488年）       | 弘治二年三月乙丑（1489年）       | 召回都察院           |
| 23   | 王繼   | 河南祥符縣   | 弘治二年三月辛未（1489年）       | 弘治二年十一月庚午（1489年）     | 改甘肅巡撫           |
| 24   | 強珍   | 北直隶滄州   | 弘治二年十月壬子（1489年）       | 弘治三年（1490年）               | 致仕                 |
| 25   | 楊謐   | 河南儀封縣   | 弘治三年七月丁丑（1490年）       | 弘治七年五月乙卯（1494年）       | 召回都察院           |
| 26   | 陳紀   | 福建閩縣     | 弘治七年六月壬戌（1494年）       | 弘治九年四月戊子（1496年）       | 召回都察院           |
| 27   | 馬中錫 | 北直隶故城縣 | 弘治九年四月己未（1496年）       | 弘治十二年三月壬戌（1499年）     | 予告                 |
| 28   | 雍泰   | 陝西咸寧縣   | 弘治十二年三月乙丑（1499年）     | 弘治十四年（1501年）             | 閑住                 |
| 29   | 張縉   | 山西陽曲縣   | 弘治十四年四月甲午（1501年）     | 弘治十四年十一月己丑（1501年）   | 改總督漕運           |
| 30   | 劉聰   | 薊州衛       | 弘治十四年十一月丙申（1501年）   | 弘治十六年十二月辛丑（1503年）   |                      |
| 31   | 李進   | 山西曲沃縣   | 弘治十六年十二月癸丑（1503年）   | 弘治十八年十二月癸酉（1505年）   | 免                   |
| 32   | 張鼐   | 山東歷城縣   | 弘治十八年十二月戊寅（1505年）   | 正德元年四月丙子（1506年）       | 入都察院             |
| 33   | 車霆   | 山西吉州     | 正德元年五月辛巳（1506年）       | 正德二年正月己巳（1507年）       | 中旨罷免             |
| 34   | 劉璟   | 河南鄢陵縣   | 正德二年（1507年）               | 正德二年十二月乙酉（1507年）     | 升刑部右侍郎         |
| 35   | 鄧璋   | 北直隶涿州   | 正德三年（1508年）               | 正德三年十二月己酉（1508年）     | 升南京戶部右侍郎     |
| 36   | 陸完   | 南直隶長洲縣 | 正德三年十二月辛未（1508年）     | 正德四年五月丙午（1509年）       | 改操江提督           |
| 37   | 馬炳然 | 四川內江縣   | 正德四年五月丙午（1509年）       | 正德四年六月庚寅（1509年）       | 改寧夏巡撫           |
| 38   | 楊綸   | 陝西安化縣   | 正德四年六月庚寅（1509年）       | 正德五年二月丁亥（1510年）       | 署都察院事           |
| 39   | 楊武   | 陝西岐山縣   | 正德五年正月丙戌（1510年）       | 正德五年八月辛丑（1510年）       | 削籍                 |
| 40   | 夏景和 | 陝西秦州衛   | 正德五年九月丁未（1510年）       | 正德五年（1510年）               |                      |
| 41   | 周南   | 浙江縉雲縣   | 正德五年十月庚戌（1510年）       | 正德五年（1510年）               |                      |
| 42   | 燕忠   | 順天府薊州   | 正德六年二月乙未（1511年）       | 正德六年十一月丙辰（1511年）     | 改大理寺卿           |
| 43   | 趙璜   | 江西安福縣   | 正德六年十一月辛酉（1511年）     | 正德七年（1512年）               | 改山東巡撫           |
| 44   | 王雲鳳 | 山西和順縣   | 正德七年八月庚戌（1512年）       | 正德八年（1513年）               | 致仕                 |
| 45   | 孟春   | 山西澤州     | 正德八年正月甲申（1513年）       | 正德九年十一月庚午（1514年）     | 降一級別用           |
| 46   | 張檜   | 順天府平谷縣 | 正德九年十一月丁丑（1514年）     | 正德十年（1515年）               | 憂免                 |
| 47   | 王純   | 浙江慈谿縣   | 正德十年三月癸亥（1515年）       | 正德十一年（1516年）             | 憂免                 |
| 48   | 劉達   | 武驤左衛     | 正德十一年九月乙巳（1516年）     | 正德十四年二月丙戌（1519年）     | 改順天巡撫           |
| 49   | 寧杲   | 海州衛       | 正德十四年三月庚子（1519年）     | 正德十六年四月己酉（1521年）     | 逮                   |
| 50   | 李鐸   | 山東萊陽縣   | 正德十六年五月丙辰（1521年）     | 嘉靖三年五月己丑（1524年）       | 改山西巡撫           |
| 51   | 寇天敘 | 山西榆次縣   | 嘉靖三年五月癸巳（1524年）       | 嘉靖三年（1524年）               |                      |
| 52   | 張縉   | 山西陽曲縣   | 嘉靖三年八月壬寅（1524年）       | 嘉靖四年三月（1525年）           | 改延綏巡撫           |
| 53   | 周金   | 南直隶武進縣 | 嘉靖四年三月乙巳（1525年）       | 嘉靖六年三月壬寅（1527年）       | 致仕                 |
| 54   | 劉源清 | 山東東平縣   | 嘉靖六年六月癸丑（1527年）       | 嘉靖十二年二月戊寅（1533年）     | 升宣大總督           |
| 55   | 韓邦奇 | 陝西朝邑縣   | 嘉靖十二年（1533年）             | 嘉靖十三年七月丁亥（1534年）     | 回都察院             |
| 56   | 路迎   | 山東東平縣   | 嘉靖十三年八月丙午（1534年）     | 嘉靖十五年十一月甲寅（1536年）   | 召還京               |
| 57   | 郭登庸 | 山西山陰縣   | 嘉靖十五年十一月甲寅（1536年）   | 嘉靖十八年九月戊戌（1539年）     | 免                   |
| 58   | 楚書   | 寧夏左衛     | 嘉靖十八年閏七月庚申（1539年）   | 嘉靖二十一年八月戊寅（1542年）   | 回籍                 |
| 59   | 王儀   | 順天府文安縣 | 嘉靖二十一年八月庚辰（1542年）   | 嘉靖二十四年三月壬午（1545年）   | 調外                 |
| 60   | 孫錦   | 陝西綏德縣   | 嘉靖二十四年三月戊子（1545年）   | 嘉靖二十八年（1549年）           | 降一級調用           |
| 61   | 李仁   | 山東東阿縣   | 嘉靖二十八年二月乙卯（1549年）   | 嘉靖二十八年二月癸亥（1549年）   | 改大同巡撫           |
| 62   | 郭宗皋 | 山東福山縣   | 嘉靖二十八年二月癸亥（1549年）   | 嘉靖二十八年五月戊寅（1549年）   | 升宣大總督           |
| 63   | 李良   | 山東長清縣   | >嘉靖二十八年五月癸未（1549年）  | 嘉靖二十九年九月乙未（1550年）   | 罷                   |
| 64   | 劉璽   | 濟州衛       | 嘉靖二十九年九月乙未（1550年）   | 嘉靖三十二年十二月丙戌（1553年） | 免                   |
| 65   | 劉廷臣 | 山西洪洞縣   | 嘉靖三十二年十二月庚寅（1553年） | 嘉靖三十四年十二月戊午（1555年） | 免                   |
| 66   | 張渙   | 北直隶定州   | 嘉靖三十四年十二月辛丑（1555年） | 嘉靖三十六年二月戊申（1557年）   | 閑住                 |
| 67   | 張鎬   | 北直隶定興縣 | 嘉靖三十六年三月甲寅（1557年）   | 嘉靖三十七年九月甲戌（1558年）   | 劾免                 |
| 68   | 何思   | 北直隶雄縣   | 嘉靖三十七年九月壬午（1558年）   | 嘉靖三十八年正月辛丑（1559年）   | 回籍調理             |
| 69   | 遲鳳翔 | 山東臨朐縣   | 嘉靖三十八年二月甲辰（1559年）   | 嘉靖四十年十月甲戌（1561年）     | 逮京訊治             |
| 70   | 趙孔昭 | 北直隶邢臺縣 | 嘉靖四十年十月甲戌（1561年）     | 嘉靖四十二年四月癸亥（1563年）   | 劾免                 |
| 71   | 楊巍   | 山東海豐縣   | 嘉靖四十二年四月丙寅（1563年）   | 嘉靖四十三年二月（1564年）       | 以疾去職             |
| 72   | 李秋   | 順天府薊州   | 嘉靖四十三年閏二月甲戌（1564年） | 嘉靖四十五年正月己未（1566年）   | 回籍聽用             |
| 73   | 冀錬   | 山東青州衛   | 嘉靖四十五年正月己未（1566年）   | 隆慶二年三月甲戌（1568年）       | 升兵部右侍郎         |
| 74   | 王遴   | 順天府霸州   | 隆慶二年三月丁丑（1568年）       | 隆慶四年三月乙亥（1570年）       | 升兵部右侍郎         |
| 75   | 孟重   | 陝西渭南縣   | 隆慶四年三月己卯（1570年）       | 隆慶五年（1571年）               |                      |
| 76   | 吳兌   | 浙江山陰縣   | 隆慶五年八月癸丑（1571年）       | 萬曆五年四月戊寅（1577年）       | 升宣大山西總督       |
| 77   | 王一鶚 | 北直隶曲周縣 | 萬曆五年四月戊寅（1577年）       | 萬曆七年（1579年）               | 升兵部右侍郎         |
| 78   | 張佳胤 | 四川銅梁縣   | 萬曆七年八月甲戌（1579年）       | 萬曆九年四月癸丑（1581年）       | 升兵部右侍郎         |
| 79   | 蕭大亨 | 山東泰安州   | 萬曆九年四月辛酉（1581年）       | 萬曆十五年二月庚辰（1587年）     | 升兵部右侍郎協理戎政 |
| 80   | 許守謙 | 北直隶藁城縣 | 萬曆十五年二月乙酉（1587年）     | 萬曆十七年八月癸未（1589年）     | 升刑部右侍郎         |
| 81   | 郭四維 | 山東夏津縣   | 萬曆十七年十月丙子（1589年）     | 萬曆十九年九月甲子（1591年）     | 回籍聽用             |
| 82   | 王世揚 | 北直隶廣平縣 | 萬曆十九年九月辛巳（1591年）     | 萬曆二十二年九月乙酉（1594年）   | 協理都察院事         |
| 83   | 王象乾 | 山東桓台縣   | 萬曆二十二年九月辛卯（1594年）   | 萬曆二十九年正月癸亥（1601年）   | 改川湖總督           |
| 84   | 彭國光 | 江西德化縣   | 萬曆二十九年三月癸丑（1601年）   | 萬曆三十二年四月乙巳（1604年）   | 卒                   |
| 85   | 馬鳴鑾 | 四川內江縣   | 萬曆三十二年五月乙亥（1604年）   | 萬曆三十五年二月丁卯（1607年）   | 升宣大山西總督       |
| 86   | 連標   | 河南禹州     | 萬曆三十五年五月丙寅（1607年）   | 萬曆三十七年十月壬子（1609年）   | 卒                   |
| 87   | 薛三才 | 浙江定海縣   | 萬曆三十七年十月己巳（1609年）   | 萬曆四十年九月己未（1612年）     | 改薊遼總督           |
| 88   | 汪道亨 | 南直隶婺源縣 | 萬曆四十年十月戊辰（1612年）     | 萬曆四十六年四月己酉（1617年）   | 卒                   |
| *    | 吳崇禮 | 山東寧陽縣   | 萬曆四十六年五月己亥（1617年）   | 萬曆四十六年（1617年）           | 代管                 |
| 89   | 趙士諤 | 南直隶吳江縣 | 萬曆四十六年八月戊辰（1617年）   | 萬曆四十七年六月壬申（1619年）   | 以宣軍鼓譟免         |
| 90   | 張經世 | 陝西渭南縣   | 萬曆四十七年七月癸卯（1619年）   | 泰昌元年十月癸丑（1620年）       | 升兵部添注右侍郎     |
| 91   | 謝經邦 | 陝西韓城縣   | 泰昌元年十月乙丑（1620年）       | 天啟二年二月戊子（1622年）       | 升兵部右侍郎經略遼東 |
| 92   | 王之臣 | 陝西潼關衛   | 天啟二年二月乙未（1622年）       | 天啟三年（1623年）               |                      |
| 93   | 徐良彥 | 江西新建縣   | 天啟三年十一月壬午（1623年）     | 天啟五年二月（1625年）           | 降調                 |
| 94   | 張曉   | 山東益都縣   | 天啟五年三月甲子（1625年）       | 天啟六年七月壬辰（1626年）       | 改戶部右侍郎         |
| 95   | 秦士文 | 山東蒙陰縣   | 天啟六年七月乙未（1626年）       | 天啟七年九月庚午（1627年）       | 升兵部右侍郎         |
| 96   | 李養沖 | 北直隶永年縣 | 天啟七年九月戊子（1627年）       | 崇禎二年二月壬寅（1629年）       | 以疾去職             |
| 97   | 郭之琮 | 山西蒲州     | 崇禎二年二月庚戌（1629年）       | 崇禎二年（1629年）               | 削籍                 |
| 98   | 楊述程 | 四川富順縣   | 崇禎三年六月庚申（1630年）       | 崇禎三年（1630年）               |                      |
| 99   | 沈棨   | 浙江烏程縣   | 崇禎三年（1630年）               | 崇禎五年七月丁丑（1632年）       | 與清兵議和事洩，逮   |
| 100  | 馬士英 | 貴州新貴縣   | 崇禎五年七月乙卯（1632年）       | 崇禎五年十月乙丑（1632年）       | 以取庫金六千逮       |
| 101  | 焦源清 | 陝西三原縣   | 崇禎五年十月乙丑（1632年）       | 崇禎七年（1634年）               | 坐萬全左衛失守，謫戍 |
| 102  | 陳新甲 | 四川長壽縣   | 崇禎七年九月丁丑（1634年）       | 崇禎九年五月（1636年）           | 內艱歸               |
| 103  | 張維世 | 河南太康縣   | 崇禎九年五月甲寅（1636年）       | 崇禎九年（1636年）               |                      |
| 104  | 劉永祚 | 陝西韓城縣   | 崇禎九年十月辛巳（1636年）       | 崇禎十三年九月壬午（1640年）     |                      |
| 105  | 江禹緒 | 河南杞縣     | 崇禎十四年（1641年）             | 崇禎十四年（1641年）             |                      |
| 106  | 李鑑   | 四川安縣     | 崇禎十五年二月壬子（1642年）     | 崇禎十五年（1642年）             | 罷                   |
| 107  | 朱之馮 | 北直隶大興縣 | 崇禎十五年十二月（1643年）       | 崇禎十七年三月丙申（1644年）     | 宣府陷落，自縊       |

- 清朝順治元年，設立宣府巡撫，李鑑（1644年—1645年在任）、馮聖兆（1645年—1652年在任）擔任，順治九年裁撤。